# 希格利 (亞利桑那州)
希格利（英語：Higley）是位於美國亞利桑那州馬里科帕縣的一個非建制地區。該地的面積和人口皆未知。

## 地理
希格利的座標為33°18′26″N 111°43′13″W / 33.30722°N 111.72028°W，而該地的平均海拔高度為377米（即1243英尺）。